# فاليري زيجينفوس
فاليري زيجينفوس (بالإنجليزية: Valerie Ziegenfuss)‏ مواليد 29 يونيو 1949 في سان دييغو، هي لاعبة كرة مضرب أمريكية سابقة وكانت تلعب باليد اليمنى. سبق أن شاركت في دورة الألعاب الأولمبية الصيفية.

## الميداليات
| الميدالية | المسابقة                       |
| --------- | ------------------------------ |
| برونزية   | الألعاب الأولمبية الصيفية 1968 |

## روابط خارجية
- فاليري زيجينفوس على موقع رابطة محترفات التنس (الإنجليزية)
- فاليري زيجينفوس على موقع الاتحاد الدولي لكرة المضرب (الإنجليزية)
- فاليري زيجينفوس على موقع كأس بيلي جين كينغ (الإنجليزية)
- فاليري زيجينفوس على موقع بطولة ويمبلدون (الإنجليزية)
- فاليري زيجينفوس على موقع خلاصة التنس.كوم (الإنجليزية)
- فاليري زيجينفوس على موقع اللجنة الأولمبية الدولية (الإنجليزية)
- فاليري زيجينفوس على موقع أوليمبيديا (الإنجليزية)